# Teorie sociální směny
Podle teorie sociální směny (teorie výměny, social exchange theory) je sociální chování výsledkem implicitních sociálních konstruktů, které zahrnují smlouvání o co nejvýhodnější podmínky. Sociální interakce tedy mají zajistit co nejvyšší interpersonální „zisk“ a minimalizovat interpersonální „ztráty“. Zisky a ztráty ve vztahu poměřujeme a podle toho se rozhodujeme, zda do nich vstoupit či z nich vystoupit.
Zisk ve vztahu k jiné osobě se definuje jako míra uspokojení potřeb, pozitivního emocionálního prožití a prospěchu, které jednotlivec ve vztahu dosahuje. Cena (ztráta) ve vztahu definuje míru vynaloženého úsilí, negativních emocí, apod., které jednotlivec do vztahu vkládá.

## Základní pojmy

### Odměny
Odměny („rewards, gratification, satisfiers“) jsou pozitivní prvky, které pro jedince plynou ze vztahu. Pro některé jedince není problém poskytnout druhému ve vztahu odměnu, kterou by druhý jedinec jinak dosáhl jen velmi ztěžka. Jedinci hledají vztahy, kde odměny převyšují nad výdaji. Snaží se maximalizovat počet odměn a minimalizovat počet výdajů. Odměny jsou např. smysl pro psychickou podporu, předání zkušeností, nebo peníze.

### Výdaje
Výdaje („cosi, dissatisfers“) jsou negativní prvky, které pro jedince plynou ze vztahu. Každý jedinec se snaží ve vztahu minimalizovat počet výdajů, pokud výdaje převyšují nad odměnami, je vztah negativní a pro jedince nevýhodný. Výdaje jsou např. úsilí v daném vztahu, čas, nebo peníze.

### Výsledek
Vztahy („outcome“) hodnotíme jako pozitivní, pokud je pro nás více odměn, než výdajů. V opačném případě hodnotíme vztahy jako negativní. Platí zde jednoduchá rovnice: odměny – výdaje = hodnota vztahu. Pozitivní vztahy mají lidé tendenci udržovat, jsou pro ně přínosné. Pokud daný vztah vyhodnotí obě strany jako pozitivní, vzniká vztah vzájemně vyrovnaný, jedinci si zde poskytují odměny za výdaje pro ně zanedbatelné. Takové vztahy bývají stabilní. Naopak pokud je vztah negativní, lidé takové vztahy ukončují.

### Srovnávací úroveň
Srovnávací úroveň („comparison level“) je určena podle potřeb a nároků jedinců. Srovnávací úrovní rozumíme minimum, které jedinec od vztahu očekává, jde o představu počtu odměn, které jedinec ze vztahu získá a nákladů, které jedinec do vztahu vloží. Srovnávací úroveň může být považována za standard, se kterým by byl jedinec ve vztahu spokojen. Srovnávací úroveň je ještě s výsledkem vztahu rozhodující pro držení nebo zavrhnutí daného vztahu. 

### Srovnávací úroveň pro alternativy
Podlé této teorie jedinec zvažuje další alternativní výnosy a odměny mimo vztah, který právě trvá. Srovnávací úroveň pro alternativy je spíše měřítko pro stabilitu, než pro uspokojení. Pokud lidé nemají žádný alternativní vztah a nechtějí být sami, zůstávají í ve vztazích pro ně nepřínosných.

## Principy teorie výměny
Lidé se zapojují do různých skupin a vztahů proto, aby dosáhli svého cíle. Když se do těchto skupin zapojí, jsou v určité míře závislí na druhém jedinci, nebo na skupině. Toto chování vede k sociální výměně, pokud se jedinec orientuje na cíle, kterých lze dosáhnout pouze interakcí s jinými jedinci a pokud přizpůsobuje své prostředky k dosažení těchto cílů.

### Vztahy závislosti a výkonu
Nejznámější teorií výměny je vztah závislosti a výkonu. Podle této teorie vztah mezi dvěma jednotlivci tvoří závislost jednoho na druhém a jelikož bývá jeden jedinec ve vztahu vždy silnější, než druhý, má nad ním i moc. Stejně jako nadřazenost jednoho jedince nad druhým pozorujeme i nerovnosti mezi členy větších skupin určené mocí, což ovlivňuje sociální struktury.

## Závěr
Směna je zřejmě základem mnoha vztahů, ale neposkytuje plné vysvětlení. Lidé často zůstávají v nevyvážených vztazích – teorii směny je tedy třeba modifikovat, aby dokázala vysvětlit i takové jevy.